# Mézangers
Mézangers – miejscowość i gmina we Francji, w regionie Kraj Loary, w departamencie Mayenne.
Według danych na rok 1990 gminę zamieszkiwało 555 osób, a gęstość zaludnienia wynosiła 19 osób/km² (wśród 1504 gmin Kraju Loary Mézangers plasuje się na 817. miejscu pod względem liczby ludności, natomiast pod względem powierzchni na miejscu 303.).